# Diplonevra nigripalpis
Diplonevra nigripalpis är en tvåvingeart som beskrevs av Borgmeier 1969. Diplonevra nigripalpis ingår i släktet Diplonevra och familjen puckelflugor.
Artens utbredningsområde är Peru. Inga underarter finns listade i Catalogue of Life.